# Mahmoud Hessabi
Sayyed Mahmoud Hessabi, o Hessaby (Teheran, 23 febbraio 1903 – Ginevra, 3 settembre 1992), è stato un fisico e politico iraniano, ministro dell'Istruzione durante il governo di Mohammad Mossadeq dal 1951 al 1952..
Il Professor Hessabi è considerato il padre della fisica moderna, dell'ingegneria moderna e della scienza moderna in Iran.

## Biografia
Hessabi nacque a Teheran da Abbas Moesoolsaalltanè e Goharshad Hessabi. La città natale della sua famiglia è Tafresh, nell'Iran centrale. All'età di quattro anni la sua famiglia si trasferì a Beirut, dove il giovane Hessabi frequentò la scuola elementare dei preti francesi, mentre imparava da sua madre la fede religiosa e la letteratura iraniana. Lui sapeva a memoria tutto il Corano e le poesie di Hafez, famoso poeto persico del XIV secolo. Conosceva bene anche il leggendario libro di Rumi, le opere di Saadi Shirazi, le opere di Ferdowsi, tutti importanti poeti della letteratura iraniana. Il professor Hessabi conosceva il canto e la musica classica persiana e quella classica occidentale , suonava il violino e il pianoforte, sapeva a memoria le scale e l'armonia classica iraniana e quella occidentale, possedeva inoltre diverse certificazioni di salvaguardia del nuoto. Allo scoppio della prima guerra mondiale la sua scuola venne chiusa, e Hessaby continuò gli studi a casa; si laureò nel 1922 in ingegneria stradale presso l'Università americana di Beirut. Dopo aver lavorato brevemente per il Ministero delle Strade a Beirut, Hessabi andò a Parigi per continuare la formazione, conseguendo la laurea in elettrotecnica presso l'École Superieure d'Electricite e successivamente un dottorato di ricerca nel 1927. A Parigi lavorò con Aimé Cotton.
Il professore Hessabi aveva 5 lauree: Laurea in lettere dall'Università americana a Beirut nel 1920, Laurea dalla facoltà ingegneria di Edilizia e strade dall'Università francese a Beirut nel 1922, Laurea in Matematica, Astronomia e Biologia dall'Università americana a Beirut nel 1924, Laurea in ingegneria elettronica dalla facoltà di elettronica a Parigi nel 1925, Laurea in ingegneria minerale dalla scuola suprema minerale di Parigi nel 1926, e infine il Dottorato di ricerca di Fisica dalla facoltà di fisica dell'Università della Sorbona nel 1926.  "L'uomo ha la capacita di studiare fino all'età di 60 anni. Da questa età in poi deve insegnare ad altri , anche la sua morte dà l'ultimo insegnamento alla civiltà umana" diceva il Professore Hessabi.

## I lavori scientifici dopo il ritorno in patria
Hessabi si affiliò all'Università di Teheran e organizzò le facoltà di scienza e ingegneria dell'università. Fu docente di Alenush Terian. Nel giugno 1951, Hessabi fu nominato nel consiglio provinciale della National Iranian Oil Company, compagnia che aveva preso il posto della Anglo-Iranian Oil Company. Nel dicembre del 1951 sostituì Karim Sanjaby come ministro dell'istruzione. Tra il 1961 e il 1969, Hessabi è stato rappresentante dell'Iran presso il sottocomitato tecnico-scientifico della Commissione delle Nazioni Unite sull'uso pacifico dello spazio extra-atmosferico.
Hessabi disegnò la prima mappa tecnica del paese, fondò la prima costruzione tecnica moderna delle strade, fondò le prime scuole elementari e medie per i nomadi del paese, il consiglio supremo dei professori dell'università e la prima Radio nazionale , attivò la prima antenna del paese , fondò il centro di geologia e terremoti del paese, attivò il primo reattore nucleare per l'Agenzia nucleare dell'Iran , attivò la prima macchina radiologia in Iran , preparò e sistemò l'orologio ufficiale del paese, fondò l'associazione dell'acustica e ricerche sulla musica, l'associazione della ricerca atomica, nonché il primo stato del Meteo. Scrisse inoltre decine di libri di fisica per le scuole superiori, un libro sulle onde , un libro sulle leggi dell'Università di Teheran , un libro sulle visioni sulla fisica.
Elaborò una teoria sulle infinità delle particelle, pubblicata dal consiglio accademico del scienze del Stati Uniti nel 1947, nonché in Francia nel giornale di fisica nel 1957. Il Professor Hessabi spiegò la sua teoria sulle particelle davanti al professor Albert Einstein all'Università di Princeton, il quale confermò tale teoria. Il professore racconta con passione nel suo diario il suo primo contatto con il grande fisico.
Morì il 2 settembre 1992 all'Ospedale cardiologico di Ginevra all'età di 89 anni.

## Opere (parziale)
- Hessabi M., Continuous Particles, in Atti dell'Accademia Nazionale delle Scienze degli Stati Uniti d'America, vol. 33, n. 6, 1947,  pp. 189-194, Bibcode:1947PNAS...33..189H, DOI:10.1073/pnas.33.6.189.
- Hessabi M., Evidenza teorica per l'esistenza di una particella carica leggera di massa maggiore di quella dell'elettrone, in Phys. Rev, vol. 73, n. 9, maggio 1948.